# Naoki Okada
Naoki Okada (岡田 直樹, Okada Naoki, né le 9 juin 1962) est un homme politique japonais, membre du parti libéral-démocrate, élu à la Chambre des conseillers de la Diète. 
Né à Kanazawa et ancien étudiant de l'Université de Tokyo, il travaille au Hokkoku Shimbun, un journal régional de Kanazawa à partir de 1989. Il s’intéresse alors aux enlèvements de Japonais par la Corée du Nord. Il est élu au conseil régional de la préfecture d'Ishikawa en 2002. Il est élu à la Chambre des conseillers pour la première fois en 2004. Il devient Ministre responsable de la revitalisation régionale dans le Troisième Cabinet Kishida le 10 août 2022. Il est aussi ministre auprès du Premier ministre, chargé d’Okinawa et des Territoires du Nord, de la Réforme réglementaire, de la Stratégie “Cool Japan” et des Mesures relatives aux Aïnous, ainsi que ministre chargé de la Vision nationale des cités-jardins numériques, de l’Exposition universelle 2025 et de la Réforme administrative.